# Procloeon intermediale
Procloeon intermediale är en dagsländeart som först beskrevs av Mcdunnough 1931.  Procloeon intermediale ingår i släktet Procloeon och familjen ådagsländor. Inga underarter finns listade i Catalogue of Life.